# Hartthijs de Vries
Hartthijs de Vries (Kollum, 11 luglio 1996) è un ciclista su strada olandese, che corre per il team Unibet Tietema Rockets.

## Palmarès
- 2018 (Dilettanti, una vittoria)

Campionati olandesi, Prova a cronometro Under-23
- 2023 (TDT-Unibet, una vittoria)

Classifica generale Kreiz Breizh Elites
- 2024 (TDT-Unibet, una vittoria)

4ª tappa Tour of Antalya (Adalia > Adalia)

### Altri successi
- 2022 (Metec-Solarwatt p/b Mantel)

Classifica a punti Alpes Isère Tour

## Piazzamenti

### Classiche monumento
- Parigi-Roubaix

2025: 86º

### Competizioni mondiali
- Campionati del mondo

Ponferrada 2014 - In linea Junior: 66º

### Competizioni europee
- Campionati europei

Herning 2017 - In linea Under-23: 98º